# 왕존
왕존(王尊, ? ~ ?)은 전한 말기의 관료로, 자는 자공(子贛)이며 탁군 고양현(高陽縣) 사람이다.

## 생애
어려서 부모를 여의고, 친척집에서 양을 치며 살았다. 몰래 공부하여 열세 살에 옥리(獄吏)가 되었고, 몇 년 후 태수부(太守府)에서 일할 때 능력을 인정받아 임용되었다. 이후 병으로 사직하여 군문학(郡文學)의 밑에서 《서경》·《논어》를 익혀, 다시 임영되어 유주종사(幽州從事)로 천거되었다. 태수는 왕존을 요서의 염관장(鹽官長)으로 임명하였다.
초원 연간에 천거되어 괵령(虢令)이 되었고, 괴리령(槐里令)·미양령(美陽令)을 겸하였다. 미양에서 어떤 여자가 아들이 자신을 아내로 삼았다고 고발하니, 왕존은 그 아들을 나무에 묶고 기병을 시켜 쏘아 죽였다.
원제가 천하를 순시하여 괵을 지났을 때, 응대를 성실히 하여 안정태수로 승진하였다. 임지에서 관속들에게 직분을 잘 지킬 것을 명하고, 비리를 저지른 오관연(五官掾) 장보(張輔)를 체포하였다. 도적들은 흩어져 다른 군으로 달아났고, 죄를 지어 주살된 호족이 많았다. 결국 너무 잔혹하다 하여 파면되었다.
다시 부름을 받아 호강장군(護羌將軍)의 전교위(轉校尉)가 되었다. 강이 반란을 일으켜 수만 명의 군세의 포위를 받자, 기병 천 명을 이끌고 돌진하여 포위를 뚫었다. 그러나 공적이 황제에게 보고되기 전에, 함부로 부서를 이탈한 죄로 파면되었다.
다시 탁군태수 서명(徐明)의 천거로 미령(郿令)이 되었고, 익주자사로 승진하였다. 익주의 오랑캐들은 왕존의 위엄을 흠모하여 한나라에 귀부하였고, 이때 각지의 풍속을 순시하던 박사 정관중이 이를 조정에 보고하여 동평상으로 전임되었다. 당시 동평왕이었던 사왕은 오만하여 법을 자주 어겼는데, 왕존이 강경한 태도로 일관하니 그를 죽이려 하였다. 왕존은 사왕의 계획을 간파하여 그를 굴복시켰으나, 왕태후가 왕존을 무례하다고 상주하여 또 파면되었다.
대장군 왕봉에게 군중사마(軍中司馬)로 임용되고, 이후 사례교위로 발탁되었다. 중서령 석현이 실각하였을 때, 석현에게 아첨하던 승상 광형·어사대부 장담이 석현이 그간 저지른 악행을 일러바쳤는데, 왕존은 광형 등이 이제야 고발하는 것 자체가 불충이라고 탄핵하였다. 갓 즉위한 성제는 일을 크게 벌이고 싶지 않아, 사건을 덮어두고 왕존을 고릉령(高陵令)으로 좌천시켰고, 왕존은 몇 달 후 병으로 사임하였다.
경조윤에서 도적이 창궐하여, 왕봉의 천거로 간대부(諫大夫)·수경보도위(守京輔都尉)·행경조윤사(行京兆尹事)가 되었고, 한 달만에 도적을 소탕하여 광록대부·수(守)경조윤으로 승진하였다가 이듬해에 정식으로 부임하였다. 그러나 하평 2년(기원전 27년)에 황제의 사자를 무례하게 대하여 파면되었다. 백성들 중에서 왕존의 파면을 슬퍼한 이가 많았고, 호삼로(湖三老) 흥(興) 등이 왕존의 공적을 칭송하였으므로 다시 조정의 부름을 받아 서주자사·동군태수를 역임하였다.
하수가 범람하여 동군도 피해를 입자, 왕존은 강의 신에게 제사를 지내는 한편 스스로 제물이 되려 하였다. 백성과 관속들이 말렸지만 들으려 하지 않았는데, 제방이 터지기 직전에 물이 잦아들었다. 왕존은 공적을 인정받아 중이천석이 되고 황금을 받았다.
몇 년 후, 벼슬자리에 있던 중 죽었다. 아들 왕백 또한 경조윤이 되었으나, 나약하여 일을 감당하지 못한다 하여 파면되었다.

## 출전
- 반고, 《한서》 권19하 백관공경표 下·권76 조윤한장양왕전

| 전임 견존 | 전한의 경조윤 (대행) 기원전 29년 | 후임 (수경조윤으로 유임) |

| 전임 (행경조윤사에서 유임) | 전한의 수경조윤 기원전 29년 ~ 기원전 28년 | 후임 (정식 취임) |

| 전임 (수경조윤에서 유임) | 전한의 경조윤 기원전 28년 ~ 기원전 27년 | 후임 송등 |